# Silas-Prisen
Silas-Prisen er en litteraturpris, der uddeles hvert andet år af Det Danske Akademi til en betydelig børnebogsforfatter. Med prisen følger 100.000 kr.
Prisen er stiftet i 1999 af Cecil Bødker og er opkaldt efter hendes børnebogsserie om drengen Silas.

## Modtagere
- 2001 – Bjarne Reuter
- 2003 – Peter Mouritzen
- 2005 – Bent Haller
- 2007 – Flemming Quist Møller
- 2009 – Kim Fupz Aakeson
- 2013 – Jakob Martin Strid
- 2015 – Ole Dalgaard og Dorte Karrebæk
- 2017 – Cecilie Eken
- 2019 – Jesper Wung-Sung
- 2021 - Lene Kaaberbøl
- 2023 - Bodil Bredsdorff

## Eksterne henvisning
- Silas-Prisen Arkiveret 28. januar 2019 hos  Wayback Machine hos Det Danske Akademi